# Doodeind
Doodeind is een Nederlandse horrorfilm uit 2006 van regisseur Erwin van den Eshof en producenten Nick Jongerius en Arno van Rossum. De film heeft als internationale titel Dead End en is verkocht aan 12 landen, waaronder de Verenigde staten.
Op het Filmfestival in Utrecht in 2006 werd de film bekroond met de Filmprijs van de Stad Utrecht.

## Verhaal
Doodeind gaat over zeven vrienden die op vakantie in Schotland in de bossen worden aangevallen door dodelijk wilde honden. Ze vluchten, maar door autopech zijn ze gedwongen hulp te zoeken. Midden in het bos vinden ze een oud huis waar ze die hulp hopen te vinden, maar eenmaal binnen kunnen ze amper weer terug naar buiten. Ze proberen van alles om terug naar buiten te gaan maar de problemen worden steeds erger.

## Rolverdeling
Hoofdrollen
- Everon Jackson Hooi - Chris
- Micha Hulshof - Tim
- Victoria Koblenko - Laura
- Anniek Pheifer - Barbara
- Aram van de Rest - Ben
- Terence Schreurs - Joline
- Mads Wittermans - Sidney
- Alwien Tulner - Marie McBaine

Bijrollen
- Perla Thissen - Moeder van Joline

## Achtergrond
- De film is grotendeels opgenomen in het Nederlands Filmmuseum in Overveen.
- De film werd ondersteund door de single Alleen voor de wereld van rapper Nino.